# Eriocnemis derbyi
Eriocnemis derbyi là một loài chim trong họ Trochilidae.
Loài chim này được tìm thấy ở bìa rừng ẩm ướt và khe núi ở vùng cao nguyên Andes của Colombia và miền bắc Ecuador. Loài này bị đe dọa do mất môi trường sống. Lông xung quanh chân có màu đen, duy nhất trong các loài cùng chi. Nếu không có bộ lông của nó là màu xanh lá cây với đuôi màu đen.